# Trentepohlia arachne
Trentepohlia arachne är en tvåvingeart som beskrevs av Alexander 1956. Trentepohlia arachne ingår i släktet Trentepohlia och familjen småharkrankar.
Artens utbredningsområde är Uganda. Inga underarter finns listade i Catalogue of Life.